# ヴァディム・ヴォロシロフ
ヴァディム・オレクサンドロヴィチ・ヴォロシロフ（ウクライナ語: Вадим Олександрович Ворошилов）は、ウクライナの軍人、エースパイロット。ウクライナ英雄。

## 経歴
2011年にクレメンチューク軍事高等学校を卒業し、2015年に優秀な成績で軍事管理（空軍）を専攻し、イヴァン・コジェドゥブ名称ハルキフ国立空軍大学を2016年に優秀な成績で修士号（航空部隊管理専攻）取得。
卒業後は第204戦術航空旅団に配属され、航空中隊のパイロット（2016～2018年）、航空部隊の上級パイロット（2018～2020年）、飛行安全サービスの責任者（2020～2021年）を務めた。
2021年、契約満了に伴い、ヴォロシロフはウクライナ軍を退役した。彼はインタビューで、軍から解雇されたのは過剰な官僚主義のためだと説明した。退役後、ヴォロシロフは民間飛行場の上級航空主任として働いていた。

### 2022年ロシアによるウクライナ侵攻

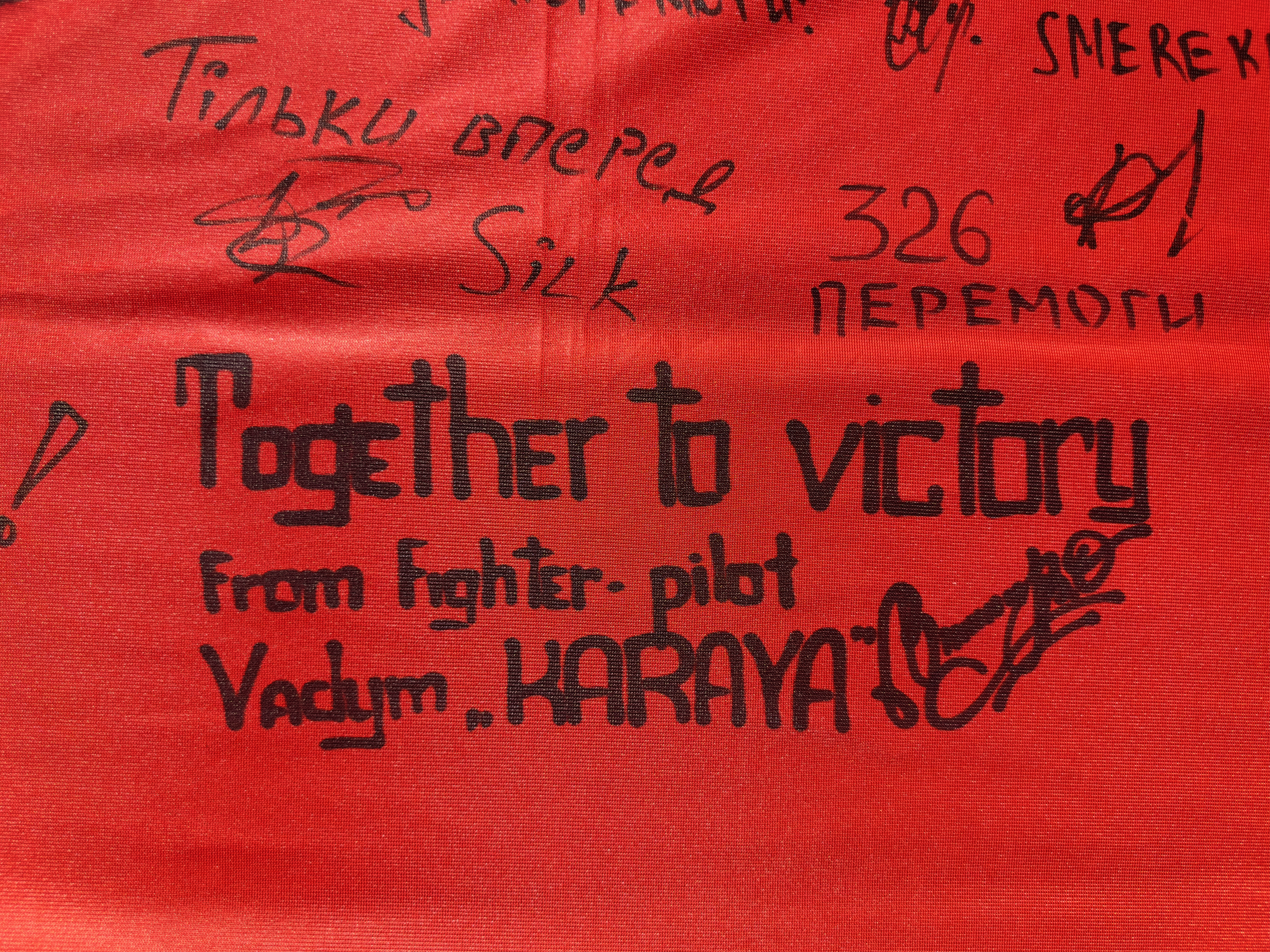
«共に勝利へ» (2023年4月7日)

2022年2月24日、ロシアによるウクライナ侵攻開始後、ヴォロシロフは任務を再開した。当初、彼はジトーミル州で任務を遂行した。その後、イジュームと東の方向、さらにヘルソン州にまで広がった
2022年10月10日、大規模なミサイル攻撃の最中にロシアの巡航ミサイル2発を撃墜した。10月12日には、シャヘド1365機を撃墜した。うち3機はウクライナ南部で、2機はヴィーンヌィツャ上空で撃墜した。航空機の損傷のため、ヴァディムはヴィーンヌィツャ州で脱出した。同年12月、これらの功績により、ヴァディムはウクライナ英雄を授与された。

## 栄典
- ウクライナ英雄金星勲章 - 2022年12月5日[6]
- 3等勇敢勲章 - 2022年8月8日[7]